# サンビスタ (シャープ)
サンビスタ（SUNVISTA）は、
1. シャープが1966年に発売した色盲治療用の電子色神訓練器の商品名。特許出願人は今村勤[1]。
2. シャープが1994年から始めた住宅用太陽光発電システムの名称。以下本稿で記述。

## 概要
1994年に住宅用太陽光発電システム（系統連系）を商品化する。1998年「サンビスタ」という商標を、太陽電池を利用した発電装置と家電製品用に取得。
住宅の屋上を利用して太陽電池モジュール（ソーラーパネル）を設置し太陽光発電にて得られた直流電気をパワーコンディショナで交流変換した後に屋内設備へ供給、電力会社設備との系統連系により、発電量の自家使用分以上の余剰電力は電力会社に売り、曇りや夜間の発電が出来ない時は電力会社より買う自家用発電装置である。
太陽電池モジュールは、発電性能、形状のタイプ別で用意され仕様と価格は公開。パワーコンディショナは、太陽電池モジュール仕様、変換効率、スペース、発電量と運転状況を診断した結果を表示するソーラーモニタリングサービスを行う通信ソフト搭載型、それらに液晶パネルを用いた電力モニタが付属しており、仕様と価格は公開。また、パワーコンディショナはエコマーク認定を受けている。
太陽光が十分受けられる条件が整えば、ほぼ設置可能なため新築以外にもリフォームとして設置される。住宅の熱源を全て電気でまかなうオール電化住宅になれば光熱費を抑える事となるが、地域、使用条件でも左右され計算は複雑である。受付で相談の他、発電量のシミュレーションが公開。また、CO2排出量削減となるため地球温暖化防止に貢献するものとなる。

## 導入
希望者から導入の相談を受けると、販売店が紹介され計画の設備が決まった段階で概略の金額が掲示される。その後、現地調査に入り配置図と見積書が掲示され予算とのすり合わせを行い、導入が決定すれば注文となる。受注した業者は系統連系のため電力会社と事前協議行い、連系工事を電力会社に発注する。サンビスタの設置、電気工事が完了すれば消費者と電力会社間で受給契約を締結（電力の売買、電力会社毎で内容が違う）、設備の引渡しが終われば事前に説明を受けた「システム10年間保障」申し込み書類が発行される。

## 資金助成
- 「ソーラー住宅システム」認定商品であり、サンビスタシステムで3.00kW以上のシステムを設置した場合、住宅金融公庫で200万円の割増増資が受けられる。
- シャープ独自の15年低金利「サンビスタローン」が利用可能。
- 各電力会社による電気購入を、導入費用、建築費用の回収に充てるが地域によってプランがそれぞれ異なる。オール電化住宅深夜割引プランなどでは昼間（時間帯別）の電気料金が割高になる事もあり、生活サイクルを考慮することが必要。

## 消費者問題
太陽光発電システムは、高額な商品、環境負荷の軽減、光熱費の節約（経済効果）、資金助成、余剰電力を販売、オール電化住宅として別商材を販売、導入の複雑さなど善意を装って高額販売を行い不当な利益を得る格好の条件が揃っており、悪質な業者が後を絶たない。消費生活センターにおける相談数では訪問販売が過半数を占める。系列会社を複数設立するなど巧妙な手口であり、営業には言葉巧みな心理操作を得意とする連鎖販売取引に係る業者も多い。
太陽光発電としてのシャープ、サンビスタのブランド力（権威性、社会的証明）は好都合であり、悪質な業者は問題をすり抜けようとするため複雑な販売形態が取られる。対策としてシステム導入の相談はシャープアメニティシステム株式会社の営業所と沖縄シャープ電機株式会社で受け付けており、業者登録の有無等で発覚可能となるが、年々巧妙な手法が進化し健全な業者を圧迫している。